# Delhi College of Engineering
Delhi College of Engineering är en teknisk högskola i Delhi i Indien. Det startades 1940 som Delhi Polytechnic.